# كوميكو إيكيدا
كوميكو إيكيدا (باليابانية: 井村久美子؛ بالكانا: いむら くみこ) هي منافسة ألعاب القوى يابانية، ولدت في 10 يناير 1981 في ساكاتا في اليابان.

## وصلات خارجية
- كوميكو إيمورا على موقع الاتحاد الدولي لألعاب القوى (الإنجليزية)
- كوميكو إيمورا على موقع أوليمبيديا (الإنجليزية)